# Zdeněk Lambor
Zdeněk Lambor (* 14. července 1982 Zlín) je český herec, od roku 2006 člen souboru Městského divadla Zlín.

## Život
V roce 2006 vystudoval činoherní herectví na Divadelní fakultě Janáčkovy akademie múzických umění v Brně. Několik let provozoval hudební uskupení Sestra pije pivo a kouří, hostoval v brněnském Divadle U stolu. Od roku 2006 je členem souboru Městského divadla Zlín. Učí umělecký přednes na Zlínské soukromé vyšší odborné škole umění.
Objevil se v epizodních rolích v seriálech Četnické humoresky (2007) či Rozsudek (2014). Role ztvárnil také v několika studentských filmech a ve snímcích Skoro úplně vymyšlený film (2013) nebo Spiknutí: Conspiracy (2016).

## Politická angažovanost
V komunálních volbách v roce 2022 kandidoval jako nestraník za KDU-ČSL v rámci subjektu "KDU-ČSL s podporou TOP 09 a nezávislých kandidátů" do Zastupitelstva města Zlína, ale neuspěl.